# Ferrari F1-75
A Ferrari F1-75 egy Formula–1-es versenyautó, amelyet a Scuderia Ferrari tervezett és gyártott a 2022-es Formula–1 világbajnokságra. Pilótái Charles Leclerc és Carlos Sainz Jr. voltak, sorozatban második éve. A kezdetben világbajnoki esélyesnek tűnő gárda a sorozatos taktikai hibák és különféle technikai gondok miatt ebben az évben be kellett, hogy érje az ezüstéremmel.

## Áttekintés
Az új autót már a 2022-es szabályváltozások fényében alkották meg, melyek elsősorban a szívóhatás (ground effect) kihasználására és a könnyebb előzésekre irányultak. Ennek megfelelően alakították ki a kasztnit: jellegzetes íves első és hátsó szárny, fokozatosan elkeskenyedő orr, valamint különleges, széles oldaldobozok, a tetejükön kádszerű bemélyedéssel és a motor hűtésére szolgáló kopoltyúszerű nyílásokkal. A szezon során az oldaldobozokat egy kompaktabb kialakításúra cserélték. Az autó festése a nyolcvanas évek végét idézte: a versenyvörös (Rosso Corsa) mellett a fekete dominált. Olaszországban különleges, sárga-fekete színű overallokban versenyeztek a pilóták. Súlycsökkentési céllal a szezon során több helyről is levették a festéket, és csak a sima szénszálas karosszéria maradt, ami eleve fekete színű volt. Imola után egy gumiteszten vett részt az autó, ahol többen szabálytalanságot véltek felfedezni a padlólemez kapcsán. Az FIA megvizsgálta, és megállapította, hogy azt már a szezon eleji teszteken is kipróbálták, így nem volt szabálytalan.
Megalkotásában nem hivatalosan, mint technikai konzulens közreműködött Rory Byrne, a veterán tervezőmérnök. Elnevezése a Ferrari 75. születésnapjára utal.

## A szezon
Az előző évek rettenetes teljesítménye után a Ferrari remekül kezdte az évet: Bahreinben rögtön pole pozíciót szerzett Leclerc és meg is nyerte a versenyt, Sainz pedig második lett. A csapatot bajnokesélyesként könyvelték el, különösen mert a soron következőn szaúdi futamon is kettős dobogót szereztek, Leclerc pedig Ausztráliában is nyert. Az F1-75 legnagyobb riválisával, a Red Bull RB18-cal szemben a kanyarokban volt erős (utóbbi az egyenesekben).
A várt Ferrari-Red Bull csata a bajnoki címért azonban hamar kifulladt. Leclerc Miamitól Bakuig négy pole pozíciót szerzett sorozatban, de ezek egyikét se tudta győzelemre váltani, főként az autó megbízhatatlansága és a rossz taktikai döntések miatt. A brit nagydíjon Sainz szerzett pole pozíciót, és a versenyt végül meg is nyerte, megszerezve élete első győzelmét. Ausztriában aztán Leclerc diadalmaskodott.
Ekkor még csak a szezon felénél járt a bajnokság, a Ferrari pedig innentől kezdve nem szerzett több győzelmet. Sokat szenvedett a csapat az úgynevezett "delfinezés" jelenségétől (a ground effect mellékhatása, hogy ha egészen leér az autó alja az aszfaltig, a hatás megszűnik, az autó felugrik, majd a keletkező légáramlatok azonnal visszaszívják, melynek köszönhetően a pilóta valósággal pattog az autóban, ami rendkívüli módon megterheli az emberi szervezetet). Ennek megszüntetése érdekében Belgiumra át kellett tervezniük a padlólemezt és a megbízhatatlan motor teljesítményét is le kellett tekerniük. A padlólemez módosítása a következő versenyeken azzal járt, hogy az F1-75-ös sokkal hamarabb elnyűtte a gumikat, mint korábban, ami szintén teljesítménybeli visszaeséssel járt. Mattia Binotto csapatfőnök 2022 novemberében elmondta, hogy a problémák kijavítására az év második felében már nem jutott pénz a költségsapka miatt.
A Ferrarinak az idény vége előtt még amiatt is aggódnia kellett, hogy se az egyéni, se a konstruktőri második helyezés nem lesz meg, de az előbbit Leclerc megszerezte, az utóbbit pedig a Mercedes gyengélkedése miatt sikerült elérniük. Leclerc érte el az idényben a legtöbb pole pozíciót, szám szerint kilencet.

## Eredmények
| Év        | Csapat           | Motor         | Gumik | Pilóták          | Versenyek | Versenyek | Versenyek | Versenyek | Versenyek | Versenyek | Versenyek | Versenyek | Versenyek | Versenyek | Versenyek | Versenyek | Versenyek | Versenyek | Versenyek | Versenyek | Versenyek | Versenyek | Versenyek | Versenyek | Versenyek | Versenyek | Pontok | Helyezés |
| Év        | Csapat           | Motor         | Gumik | Pilóták          | BHR       | SAU       | AUS       | EMI       | MIA       | ESP       | MON       | AZE       | CAN       | GBR       | AUT       | FRA       | HUN       | BEL       | NED       | ITA       | SIN       | JPN       | USA       | MXC       | SAP       | ABU       | Pontok | Helyezés |
| --------- | ---------------- | ------------- | ----- | ---------------- | --------- | --------- | --------- | --------- | --------- | --------- | --------- | --------- | --------- | --------- | --------- | --------- | --------- | --------- | --------- | --------- | --------- | --------- | --------- | --------- | --------- | --------- | ------ | -------- |
| 2022      | Scuderia Ferrari | Ferrari 066/7 | P     | Charles Leclerc  | 1         | 2         | 1         | 6         | 2         | KI        | 4         | KI        | 5         | 4         | 1         | KI        | 6         | 6         | 3         | 2         | 2         | 3         | 3         | 6         | 4         | 2         | 554    | 2.       |
| 2022      | Scuderia Ferrari | Ferrari 066/7 | P     | Carlos Sainz Jr. | 2         | 3         | KI        | KI        | 3         | 4         | 2         | KI        | 2         | 1         | KI        | 5         | 4         | 3         | 8         | 4         | 3         | KI        | KI        | 5         | 3         | 4         | 554    | 2.       |
| Források: |                  |               |       |                  |           |           |           |           |           |           |           |           |           |           |           |           |           |           |           |           |           |           |           |           |           |           |        |          |

† – Nem fejezte be a futamot, de rangsorolták, mert teljesítette a verseny 90 százalékát.
Leclerc az imolai és az osztrák sprintfutamon 7, a brazilon 3 pontot szerzett.
Sainz az imolai sprintfutamon 5, az osztrákon 6, a brazilon 7 pontot szerzett.
Félkövérrel jelölve a pole pozíció, dőlt betűvel a leggyorsabb kör.

## Forráshivatkozások
1. ↑  Ferrari unveil their 2022 challenger, the F1-75 | Formula 1® (angol nyelven). www.formula1.com. (Hozzáférés: 2022. november 21.)
2. ↑  Technikai elemzés: Ferrari F1-75, a Scuderia radikális 2022-es F1-es autója (magyar nyelven). hu.motorsport.com. (Hozzáférés: 2022. november 21.)
3. ↑  McLaren calls for FIA "transparency" over Ferrari F1 tyre test floor swap (angol nyelven). www.motorsport.com. (Hozzáférés: 2022. november 21.)
4. ↑  Nel disegno della Ferrari F1-75 c’è il tocco di un mago: lo stesso che fece trionfare Schumacher (olasz nyelven). Sport Fanpage. (Hozzáférés: 2022. november 21.)
5. ↑  Ferrari reveals new F1-75 car for 2022 with red and black livery (angol nyelven). www.motorsport.com. (Hozzáférés: 2022. november 21.)
6. ↑  Foster, Michelle: TD39 wasn't the only factor behind Ferrari's waning 2022 performances (angol nyelven). PlanetF1, 2022. november 19. (Hozzáférés: 2022. november 21.)
7. ↑  Foster, Michelle: "Ferrari finding it difficult to dismiss connection between TD39 and tyre wear" (angol nyelven). PlanetF1, 2022. október 14. (Hozzáférés: 2022. november 21.)
8. ↑  Foster, Michelle: Mattia Binotto reveals Ferrari 'ran out of money' to keep developing the F1-75 (angol nyelven). PlanetF1, 2022. november 16. (Hozzáférés: 2022. november 21.)
9. ↑  2022 Constructor Standings. Formula1.com , 2022. március 20. (Hozzáférés: 2022. március 21.)
10. ↑  Ferrari F1-75. StatsF1 , 2022. március 20. (Hozzáférés: 2022. március 23.)